# Dogon (volk)
De Dogon zijn een bevolkingsgroep die woont langs de Klif van Bandiagara in Mali. Ze zijn bekend om hun kleurrijke, gemaskerde dansen en ceremonies, hun monumentale architectuur en een complexe levenswijze.
De Dogon hebben lange tijd hun eeuwenoude cultuur en tradities kunnen behouden, maar tevens nieuwe elementen in hun leven toegelaten. De Dogon leven in een uitzonderlijke natuurlijke omgeving. Hun huizen bouwden ze aan de voet van de steile rotswand van de 150 kilometer lange Bandiagaraklif, die als een muur van zuidwest naar noordoost door het landschap loopt, de grens van een groot zandsteenplateau dat zich uitstrekt naar het noordwesten.
De kliffen hebben de Dogon gedurende honderden jaren beschermd tegen vijandelijke groepen.
Op de zandvlakte aan de voet van de rotswand verbouwen de Dogon, die zeer vaardig zijn in landbouw, gierst, sorghum, sesam, ui en andere gewassen. Het duinengebied dat grenst aan de klif is begroeid met grassen en struikgewas, en vormt voor de Dogon de wildernis, open ter ontginning, maar waar ook enige dreiging van uitgaat.

## Geschiedenis van het Dogon-gebied
De Dogon arriveerden in de Bandiagaraklif omstreeks de vijftiende eeuw. Ze troffen daar de toenmalige inwoners, de Tellem, die vermoedelijk zijn weggetrokken. Wel hebben de Dogon verschillende elementen van hun cultuur overgenomen, waaronder het maken van beelden. De animistische Dogon traceren hun oorsprong terug naar het rijk van Mande aan de bovenloop van de Niger en hun migratie wordt wel in verband gebracht met het uiteenvallen van dit rijk, gesticht door de legendarische vorst Sunjata Keita. De klif was makkelijk verdedigbaar tegen slavenjagers en de dorpen, die tegen de hellingen van de klif lagen, waren alleen via smalle paden bereikbaar. Hun doden konden veilig begraven worden in zandsteengrotten in de wand van de klif, en daar konden ze ook voorraden opslaan.
De Dogon hebben vele moeilijke tijden gekend door heersende droogten. De zestiende en de achttiende eeuw kenden ten minste drie droge perioden. In de negentiende eeuw viel de regen daarentegen meestal overvloedig. De Dogon voeren nog steeds veel rituelen uit die geassocieerd worden met droogte. Deze rituelen zijn hoogstwaarschijnlijk ontstaan in de perioden waarin ze te kampen hadden met droogte. Water was ook in droge tijden meestal nog wel te vinden aan de voet van de klif, of iets verderop in de duinen. Voor de Dogon, die van de landbouw leefden, was dit water van levensbelang.
De veiligheidssituatie veranderde voor de autochtone bevolking drastisch na het begin van de kolonisatie. De Fransen, die na 1890 in Mali arriveerden, maakten een einde aan de slavenhandel en de oorlogen tussen de verschillende bevolkingsgroepen. Deze vrede betekende dat meer gebieden in de buurt van de klif konden worden gebruikt als landbouw- en vestigingsgrond. De bevolking maakte hierdoor een flinke groei door.

## Dorpen

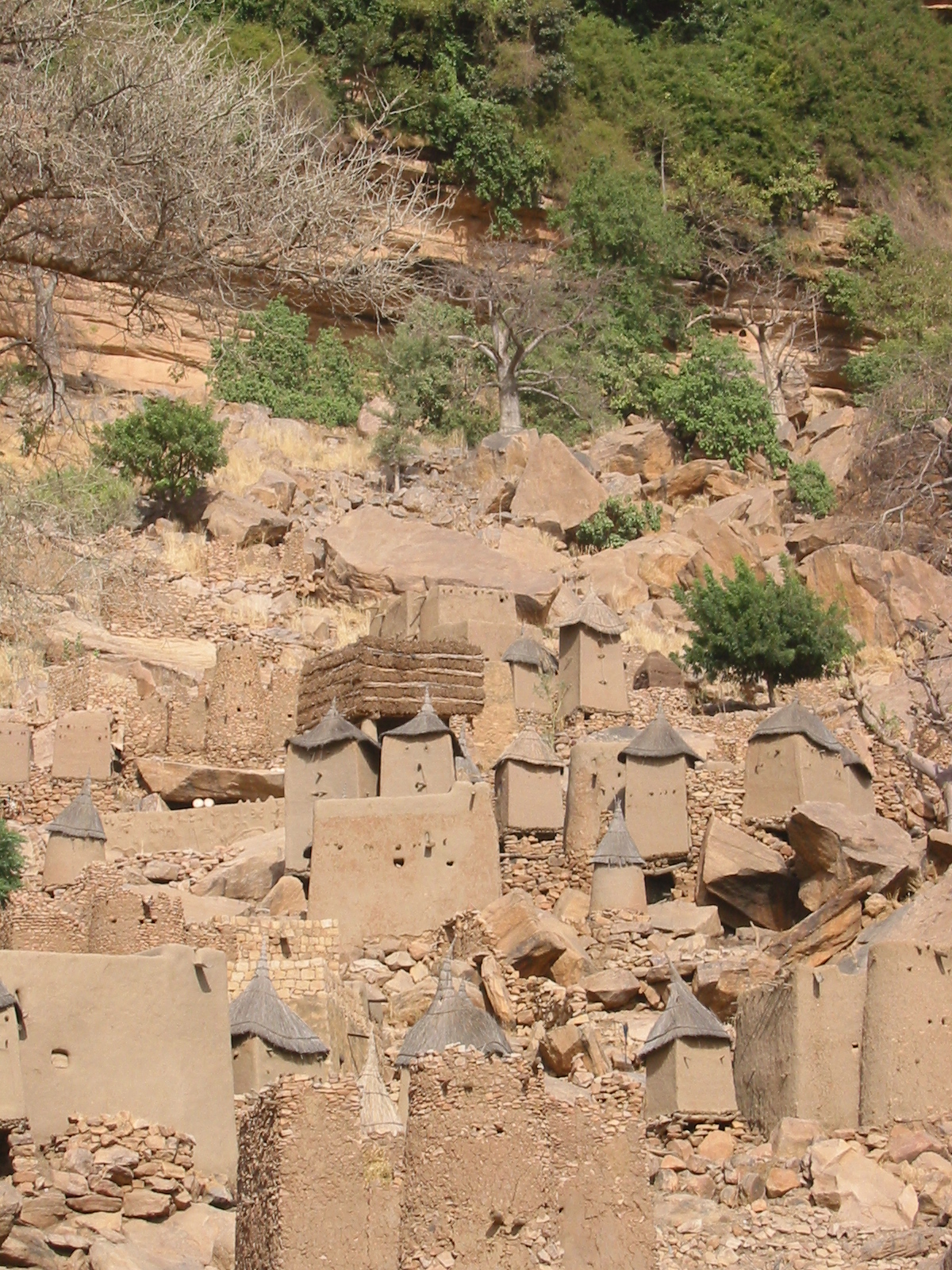
Het klifdorp Banani met voorraadschuren, 2005.

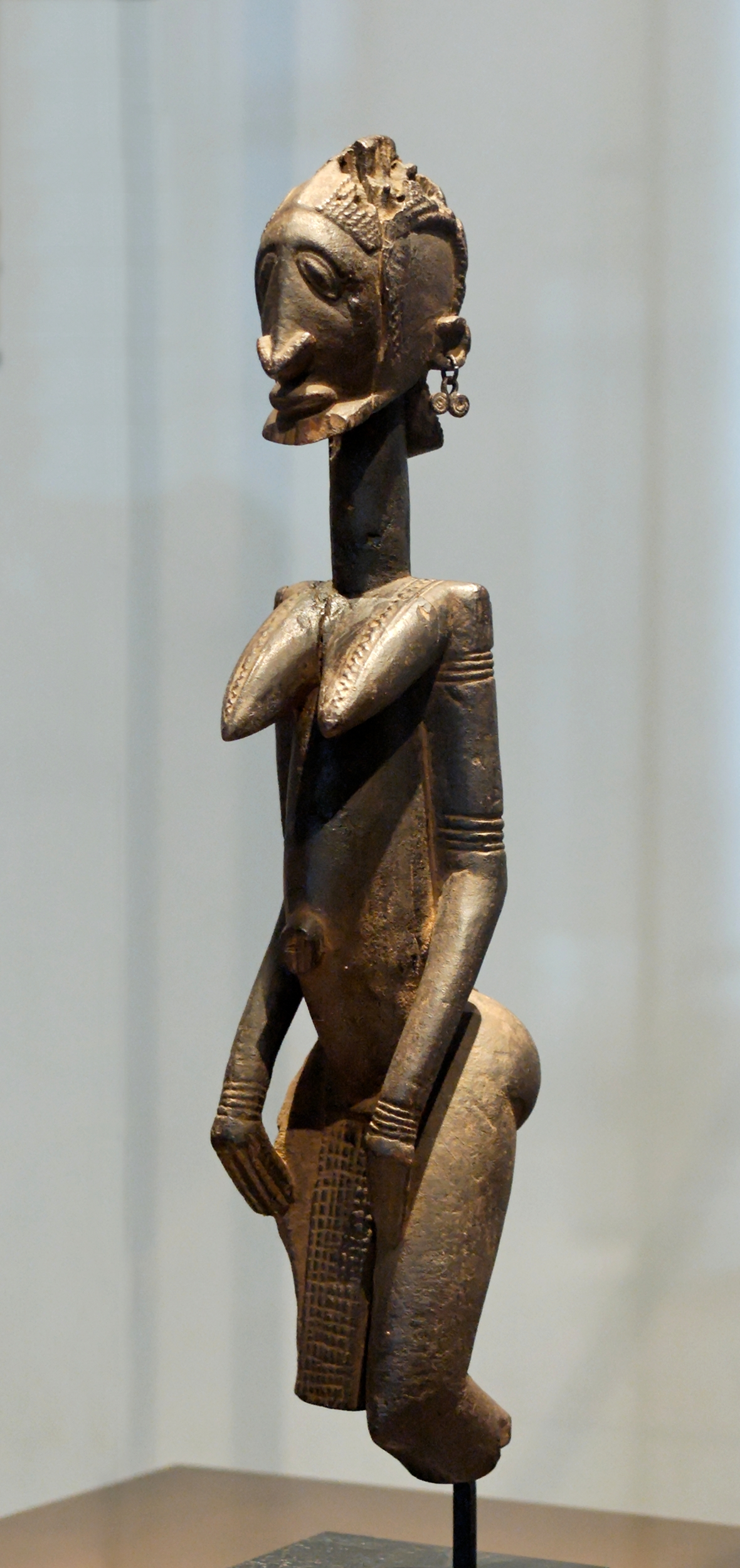
Maître des Yeux Obliques: Houten Dogonbeeld, vermoedelijk een voorouderbeeld, 59 cm. 17e-18e eeuw, Louvre, 2006.

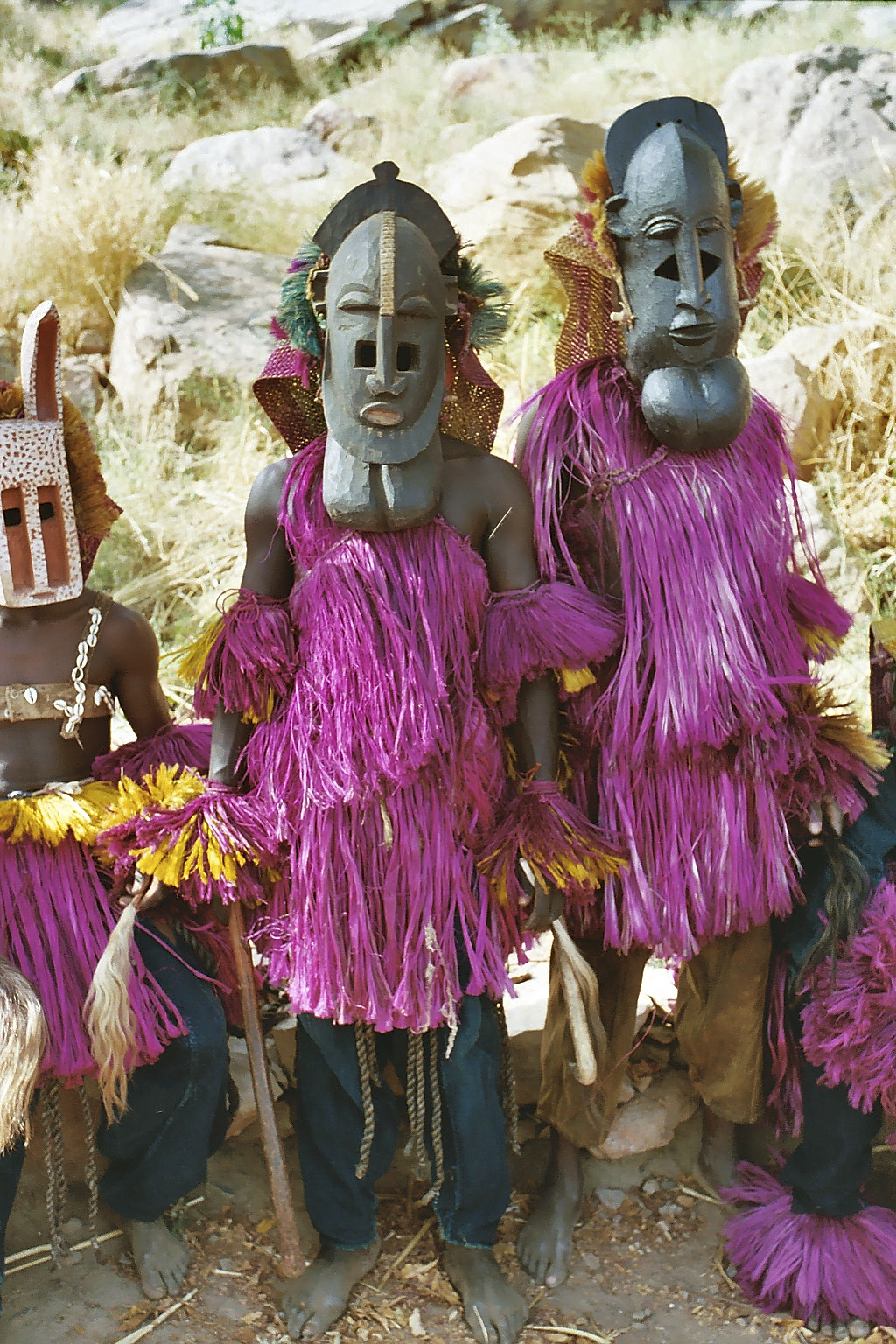
Drie Dogon maskers, 2003.

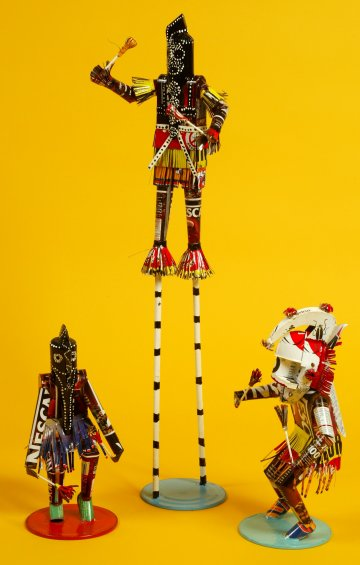
Dogon dansende poppen, uit de collectie van het Children's Museum of Indianapolis, 2011

Het dorp vormt de belangrijkste sociale eenheid van de Dogon, in het gebied onderaan de klif, op het plateau en in de vlakte naar het zuidoosten. Van het eerste type is Sangha een voorbeeld, de hoofdplaats van het kanton, van het laatste type Koporakénié-Pé. Het grote dorp Tireli is een klifdorp dat uit twee helften bestaat: Teri Ku (‘hoofd van Tireli’) in het zuidwesten en het bijna even grote Sodanga in het noordoosten. Elk van die helften bestaat uit drie wijken, waaronder één grote en twee kleine, en elke wijk is weer bewoond door een paar clans. Een clan (familiegroep) bestaat weer uit een paar subclans of lineages (geslachten); zowel clan als lineage heten in het Dogon gina (‘groot huis’), alles patrilineair. Het is een complex systeem, gebaseerd op afstamming waarbij de verwantschap tussen de mensen goed bekend is, en waarbij lineage-genoten dicht bij elkaar wonen. Alle bewoners van één heel dorp zijn in principe verwant - zij het niet meer traceerbaar - en delen dezelfde achternaam. In Tireli is dat Say, in Sangha Dolo. In Tireli, maar ook in andere dorpen, hebben de clans prachtige gebouwen. Elke eenheid heeft zo ook zijn eigen tei (dansplein). Dit is een kleine vlakte in het dorp voor publieke dansen en festivals. Een steenhoop in het midden van dit plein markeert het rituele centrum en is heilige plaats die niemand mag betreden.
Elk dorp heeft tevens een grote toguna, meestal hebben ze er zelfs vier à vijf. De toguna is een opvallend bouwwerk dat aan de zijkanten open is en waarvan het dak op enkele grote steenpijlers rust. Het is vaak een vergaderruimte voor mannen van alle leeftijden waarin zij belangrijke handelszaken bespreken, samen tabak kauwen en uitrusten van de hitte van de middagzon. Ieder dorp heeft verder een speciaal gebouw dat is voorbehouden aan de menstruerende vrouwen van de groep. Het is een ronde hut waar de vrouw kan koken en slapen tijdens haar menstruatie. Vaak was deze yapunu ginu dicht bij het centrum geleden, in het zicht van de mannen in de toguna. In de dorpseenheden heeft elke clan met families een centraal huis, genaamd gina volgens een oud ontwerp. Op de klifhellingen zijn deze meestal simpel maar op het plateau zijn ze gedecoreerd met rijen met smalle gaten. In dit gebouw staan altaren en kleine heiligdommen als middelpunt van de clancultuur.

## Een gelaagde samenleving
De Dogongemeenschap is opgebouwd uit ambachtsgroepen, die op kasten lijken. Naast de meerderheid van de Dogon, de landbouwers, zijn er aparte groepen van smeden en leerbewerkers. Men wordt als smid of leerbewerker geboren, en trouwt alleen binnen de eigen groep vanwege een taboe. Elk dorp heeft een paar families smeden, want ieder heeft ijzeren landbouwgereedschappen nodig. De leerbewerkers zijn echter minder verspreid over de verschillende dorpen en wonen soms geconcentreerd. Ze verzamelen en looien huiden van geiten en ander vee en maken er draagdoeken, trommelvellen of waterzakken van. Hun vrouwen kleuren de katoenen doeken die alle vrouwen van de Dogongemeenschap gebruiken met indigo of tabak. Deze groep heeft zich in de toeristische dorpen, zoals Sangha, gespecialiseerd in handel met toeristen. Ze verhandelen de beelden en maskers, die andere Dogon maken. De smeden en leerbewerkers plagen elkaar. Ze verrichten kleine rituele functies voor de rest van de bevolking.

## Familie

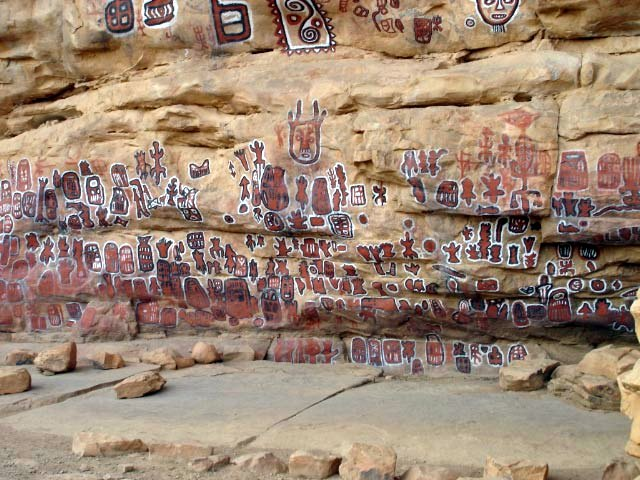
Rotsschildering bij Bandiagara, 2006.

Het is een gemeenschap waarin polygamie een centraal element is. De families zijn uitgebreid en bestaan meestal uit één man, zijn vrouwen, hun kinderen, en als ze nog leven, zijn moeder en vader. Het woord ‘ginu’ staat voor ‘het huis en zijn onmiddellijke omgeving’ (slaaphutten, graanschuren en een stal). Deze staan alle in een cirkel rond een binnenplein.
Privacy is hier niet aan de orde, want het huis van de Dogon-leden staat open voor de rest van de wereld. Het huis is omgeven door een eenvoudige, lage omheining van steen die hun eigendom afgrenst. De buren kunnen perfect binnenkijken. Een typisch familiedomein bestaat uit een hut voor de man, een hut voor elke vrouw (meestal niet meer dan twee), een aantal graanschuren en een altaar om te vereren en te offeren (weggestopt in een hoek van het domein en indien mogelijk zelfs gesitueerd onder een overhangende rots).
De persoonlijke huizen hebben een plat dak, anders dan de graanschuren met hun puntige daken. De Dogon kent vier verschillende graanschuren: twee voor de man en twee voor de vrouw. De vrouwelijke graanschuren hebben een deur in het midden en de verschillende compartimenten zijn klein. In deze graanschuren bewaren ze hun persoonlijke eigendommen, de baobabbladeren en bonen die ze dagelijks gebruiken voor de bereiding van hun sauzen. Geen enkele man zal en mag deze schuren ooit betreden. De man bezit echter één hoge graanschuur, bestaande uit twee verdiepingen met twee kleine deuren voor de opslag van gierst en sorghum. Dit voedsel voor de gehele familie wordt beheerd door de man. Deze neemt dagelijks een bepaalde hoeveelheid voor de maaltijden. De tweede mannelijke graanschuur is specialer: deze heeft een kleine deur aan de onderkant die juist groot genoeg is om te kunnen binnentreden en bestaat uit twee lagen. Hier slapen de oude mannen, dit geeft hun status en respect van hun medemensen.
Zoals mannen en vrouwen hun eigen, gescheiden hutten en graanschuren hebben, zo hebben zij ook hun specifieke taken in het huishouden. De mannen nemen de zware landbouwtaken op zich en bouwen huizen, repareren graanschuren, vlechten het stro voor de daken en maken werktuigen. De vrouwen halen het water, koken, bewerken de landbouwgronden en maken potten. Ze planten de gewassen voor de dagelijkse maaltijden. Zij brouwen tevens bier, waarmee ze zelf geld kunnen verdienen.

## Dogon biercultuur
Dit bier wordt het 'vloeibare brood' genoemd, wat duidelijk maakt dat bier als bron van voedingsstoffen onderdeel is van het dieet, tenminste voor de mannen. Daarnaast heeft bier bij de Dogon vele andere functies: het is een belangrijke inkomstenbron, het creëert sociale relaties en het versterkt de familie- en voorouderrelaties. Daarnaast draait een van de belangrijkste gebruiken om bier: het sigi ritueel. Dit ritueel geeft op symbolische wijze vorm aan het hierboven beschreven verschil tussen mannen en vrouwen.
Bier is essentieel in het leven, vooral voor de mannen, maar wordt uitsluitend gebrouwen door vrouwen. Het bier wordt gemaakt van sorghum en gierst. Dit wordt eerst geweekt in water om te kiemen. De kiemen worden gemalen en daarna langdurig gekookt. De verschillende graansoorten worden niet allemaal even lang gekookt, zodat sommige zoet blijven en andere een bittere smaak ontwikkelen. Het mengen van de graansoorten is een precies tijdrovend werkje, dat de smaak van het bier bepaalt. Laatste stap is het gistingsproces met behulp van gist in een tasje van baobabvezels. Als dit allemaal is gelukt is de konyo klaar.
Drinken is dus een mannenvoorrecht en brouwen het vrouwenprivilege. Reinheid is bij de Dogon erg belangrijk. Wanneer een vrouw menstrueert, mag zij zich niet bezighouden met sacrale zaken, omdat die dan ontheiligd kunnen worden. Juist omdat er geen mannen zijn betrokken bij het brouwproces, hebben de vrouwen controle over de mannen. Mannen zijn afhankelijk van vrouwen voor het bier en de veiligheid daarvan (gif kan worden toegevoegd). In feite wordt de complementariteit van de seksen in deze harmonieuze samenleving zo benadrukt, omdat samenwerking belangrijk is om te kunnen overleven.

## Religie
De Dogonreligie kent geen schrift en wordt gekenmerkt door vele spectaculaire rituelen. De Dogon kennen drie goden, Ama, de hemelgod, Lèwè de aardegod en Nommo, de watergod. Daarnaast zijn er vier verschillende soorten geesten, waarvan één gezien wordt als de oudste bewoners van de helling, de atûwûnû, kleine zwarte wezens met grote hoofden die soms kinderen heten te roven. Alle worden met de voorouders genoemd tijdens het offer. Er zijn twee groepen rituelen: offers en de rituelen die te maken hebben met de dood. Offers vormen de kern van de Dogonreligie. Er zijn offers voor elk sociaal niveau: het huis, de wijk, de clan, de dorpshelft en het dorp als geheel, steeds een eigen altaar met een eigen naam. Minstens eens per jaar moet daarop een geit of schaap en een paar kippen worden geofferd, hetzij op indicatie van de voorspellende vos, maar in elk geval tijdens het jaarlijkse buro-feest, in juni. Tijdens dat laatste feest wordt op alle altaren geofferd, eerst op die van het dorp, en dan op de andere. Het feest zelf bestaat uit het bedanken van elkaar: vrouwen bedanken mannen dat zij het dorp hebben bewaard, mannen bedanken vrouwen dat er überhaupt mensen zijn om in het dorp wonen. Het wordt afgesloten met een grote parade op de markt als een wedstrijd tussen de dorpshelften wie het mooiste tevoorschijn komt.
Maar het spectaculairste zijn de riten rond de dood. De overledene wordt meestal snel bijgezet in een van de grotten hoog in de bergwand. Bij het overlijden van een clanoudste, of in elk geval eens per jaar, volgt de eigenlijke begrafenis, nyû yana, drie dagen voor de mannen en twee voor de vrouwen die het afgelopen jaar zijn overleden. Hoogtepunten van dit ingewikkelde complex riten zijn dansen met schijngevechten, waarin de Dogon paraderen en schieten met de geweren die hun smeden maken, type oude voorlader met vuursteenslot, zoals ze in Europa tot de Napoleontische oorlogen zijn gemaakt. 's Nachts worden lange liederen ten gehore gebracht, waaronder de baja ni, het verhaal van een blinde profeet-zanger uit de 19e eeuw.

### Maskerdans
Het voorgaande is het eerste deel van de rituelen bij overlijden; het tweede deel van de begrafenis is de maskerdans, 'dama' of 'dô'. Om de 5-12 jaar - het verschilt per dorp - sluit deze spectaculaire maskerade de rouwperiode af. Gedurende een maand vlak voor de natte tijd, maken alle jongemannen maskers, en maken zij als groep een intocht in het dorp. Het aantal gemaskerde mannen kan daarbij wel oplopen tot 400. Een week lang dansen ze dansen in alle wijken, met aan het eind een massaal optreden aan de voet van het dorp.
De achtergrond van dit doodsritueel ligt in de mythologie. De dood kwam volgens de Dogon in de wereld door het verzet van de mensen tegen de goddelijke orde. De rituelen zijn elk jaar nodig om de doden te vergezellen naar de plaats waar de andere voorouders verblijven en om de orde in het universum te herstellen. Na de 'dama' zijn de overledenen voorouder geworden en kunnen ze enigszins voortleven in een kind dat daarna wordt geboren.
De maskers van de Dogon bestaan in wel 70 verschillende types. Een van de meest opvallende is de kanaga. Dit masker beeldt een vogel uit, de Kommolo tebu. Welke vogel dit geweest zou zijn is niet bekend. Een mythische jager zou een van deze vogels hebben gedood en een masker hebben gemaakt naar de gelijkenis. Het gezichtsmasker heeft bovenop een decoratie bestaande uit een dubbel kruis met zijgedeelten die naar boven en naar beneden wijzen. De kruisen zijn vaak versierd met dierlijke en menselijke figuren, die door het intensief gebruik van het masker veelal verloren zijn gegaan. Het masker wordt traditioneel gedecoreerd met zwarte vierkanten, driehoeken en strepen op een witte ondergrond, die ook ontleend zou zijn aan de vogel.

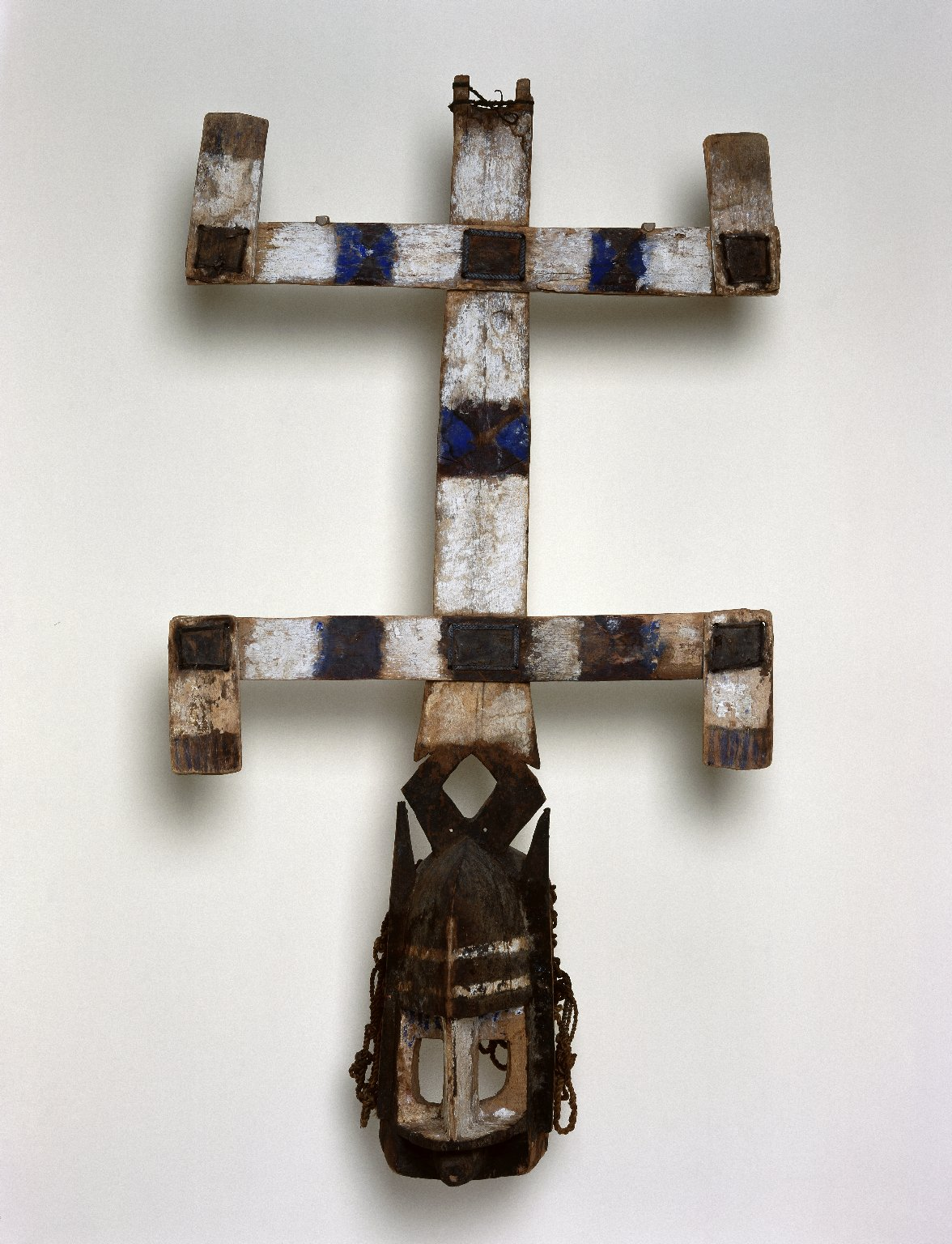
Kanaga masker, 20e eeuw. Brooklyn Museum, New York
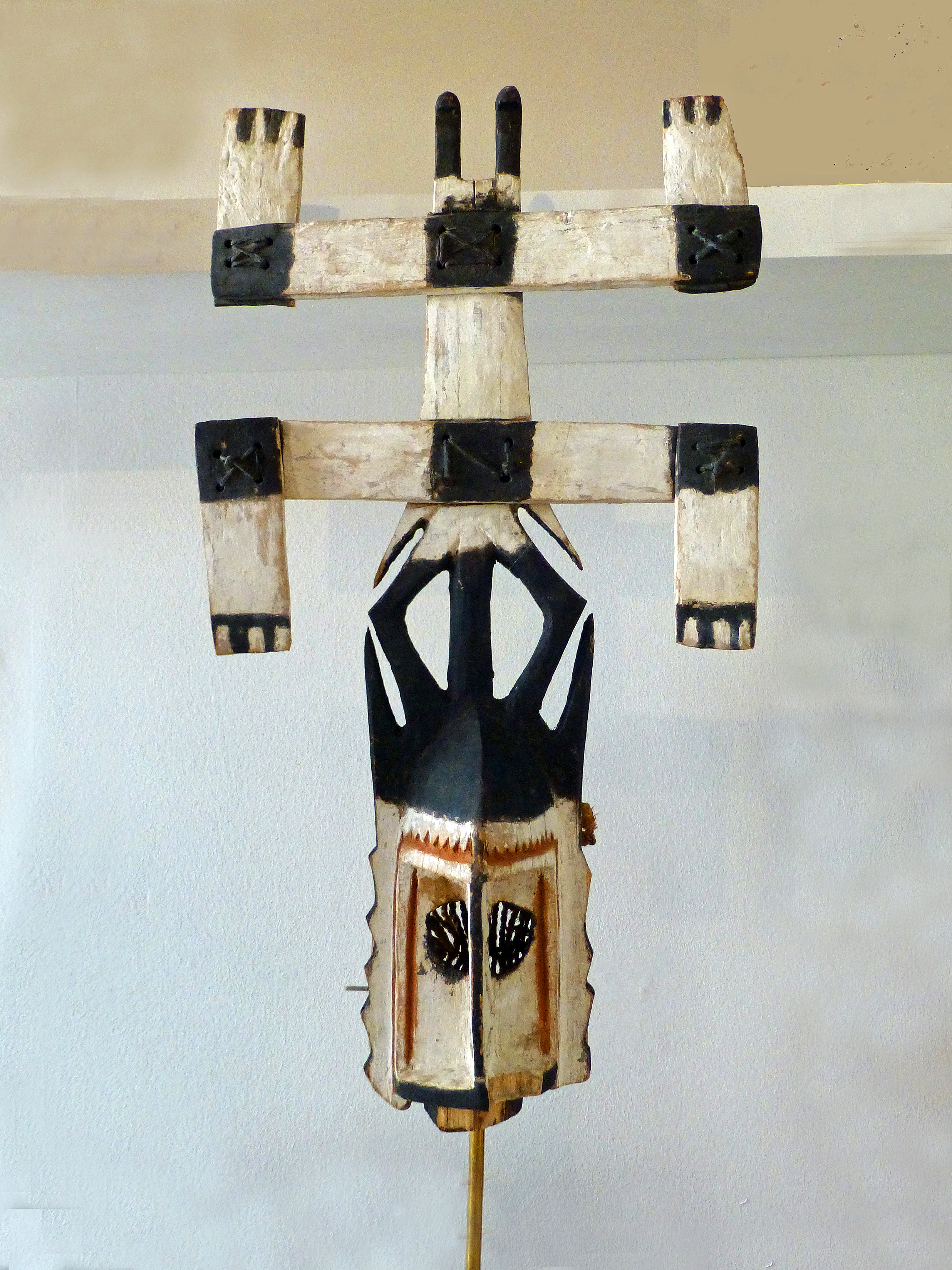
Kanaga masker. Collections d'objets ethnographiques de l'université de Strasbourg, foto 2015
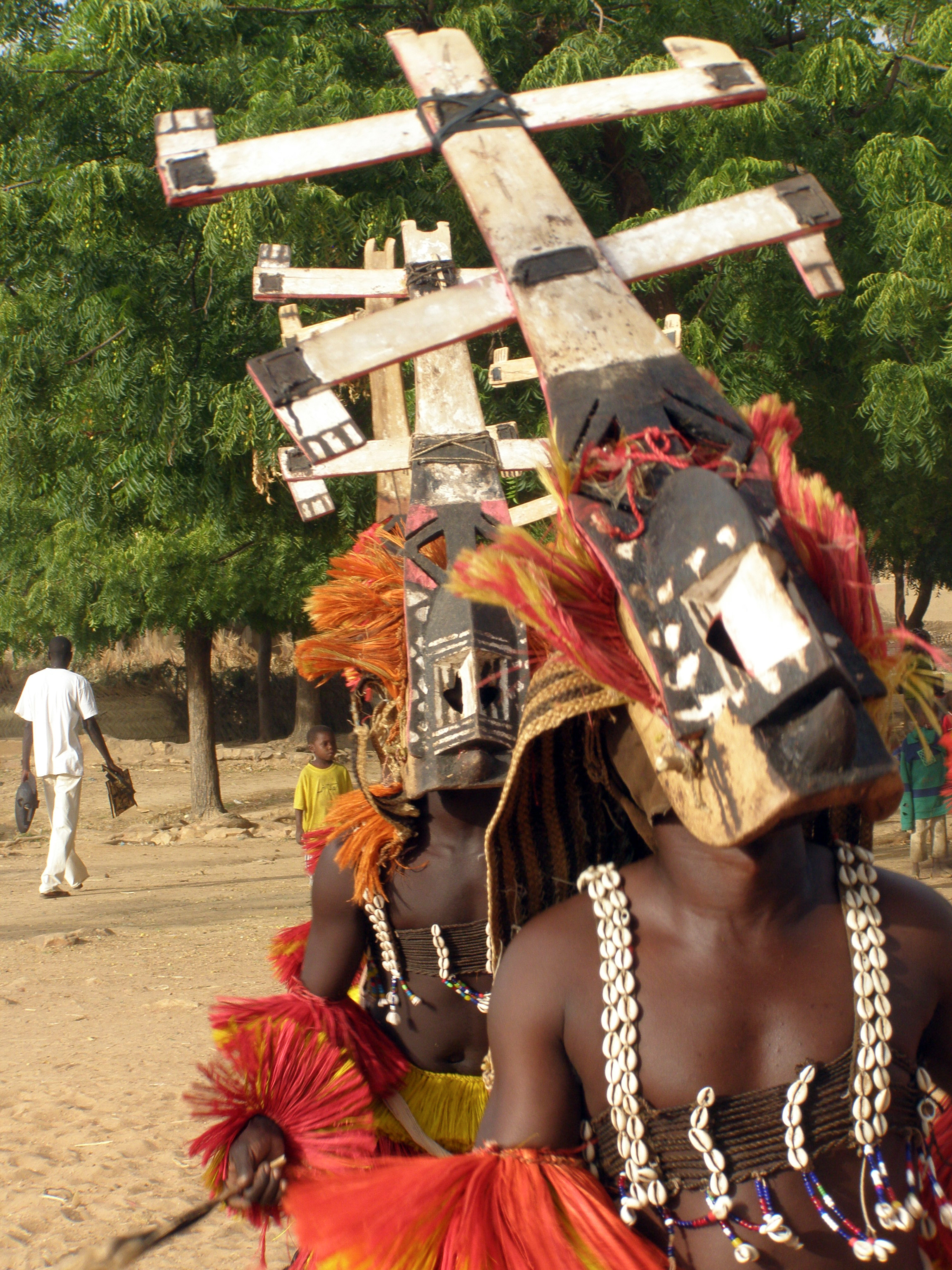
Dansers met het Kanaga-masker, Sangha, Mali 2007
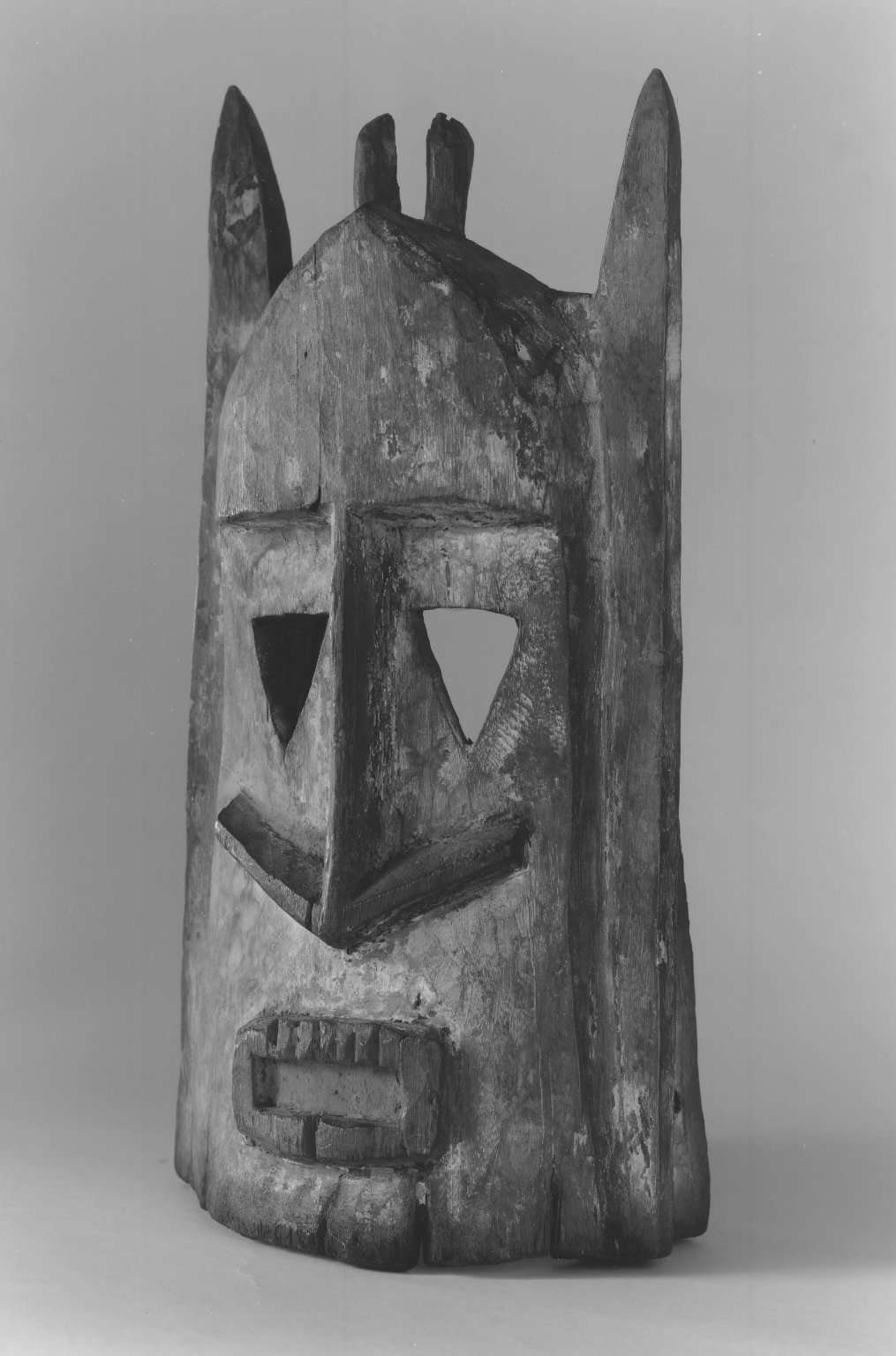
Een masker voor de Dama-ceremonie, late 19e of vroege 20ste eeuw, 36 x 17 x 13 cm. Brooklyn Museum, New York

Dogon maskers zijn al lang zeer in trek bij kunstverzamelaars en musea, maar ook bij toeristen. Voor toeristen wordt een klein, geselecteerd deel van dit programma opgevoerd in het toeristenseizoen, maar dat heeft weinig met het eigenlijke ritueel te maken.
Dood en nieuw leven horen bij elkaar bij de Dogon, en de laatste fase van de begrafenis is een ritueel van geboorte, de 'Sigi'. Eens in de zestig jaar start de cyclus in het Noorden, en verhuist elk jaar naar een groepje dorpen zuidelijker, vijf jaar lang, om te eindigen in Bandiagara. Voorbereidingen voor dit ritueel nemen maanden in beslag, omdat de rituele teksten moeten worden geleerd aan nieuwe dorpssprekers, in de rituele taal, het 'Sigi so', ook de taal waarin de maskers worden toegesproken. Het ritueel zelf bestaat uit een wandeling door het dorp, alle mannen prachtig uitgedost achter elkaar op volgorde van leeftijd. Het hoogtepunt is het bierritueel. Gezeten op een zitstok, drinkt elke deelnemer het Dogon bier uit een ovale kalebas, die met de linkerhand wordt vastgehouden. Beter kan het leven niet worden. Dan gaat iedereen naar huis om daar verder te drinken. De kalebas wordt nooit meer gebruikt en vernietigd wanneer de eigenaar is overleden, net als de Y-vormige zitstok. Tijdens het ritueel staan de vrouwen op een afstandje toe te kijken. Ieder hoort de Sigi eenmaal in zijn leven te 'zien', dan is men eindelijk ten volle geboren.
De Dogon religie kent mythen over het ontstaan van deze rituelen, de komst van de maskers en de eerste Sigi. Ook zijn er verhalen hoe de eerste voorouders zich langs de klif hebben gevestigd, en mythen over de wisseling van de seizoenen, nat en droog. De Dogon kennen, in tegenstelling tot wat enkele antropologen in het verleden hebben gesteld - zie Marcel Griaule -, geen echte scheppingsverhalen, maar dat is bij Afrikaanse culturen niet ongewoon.

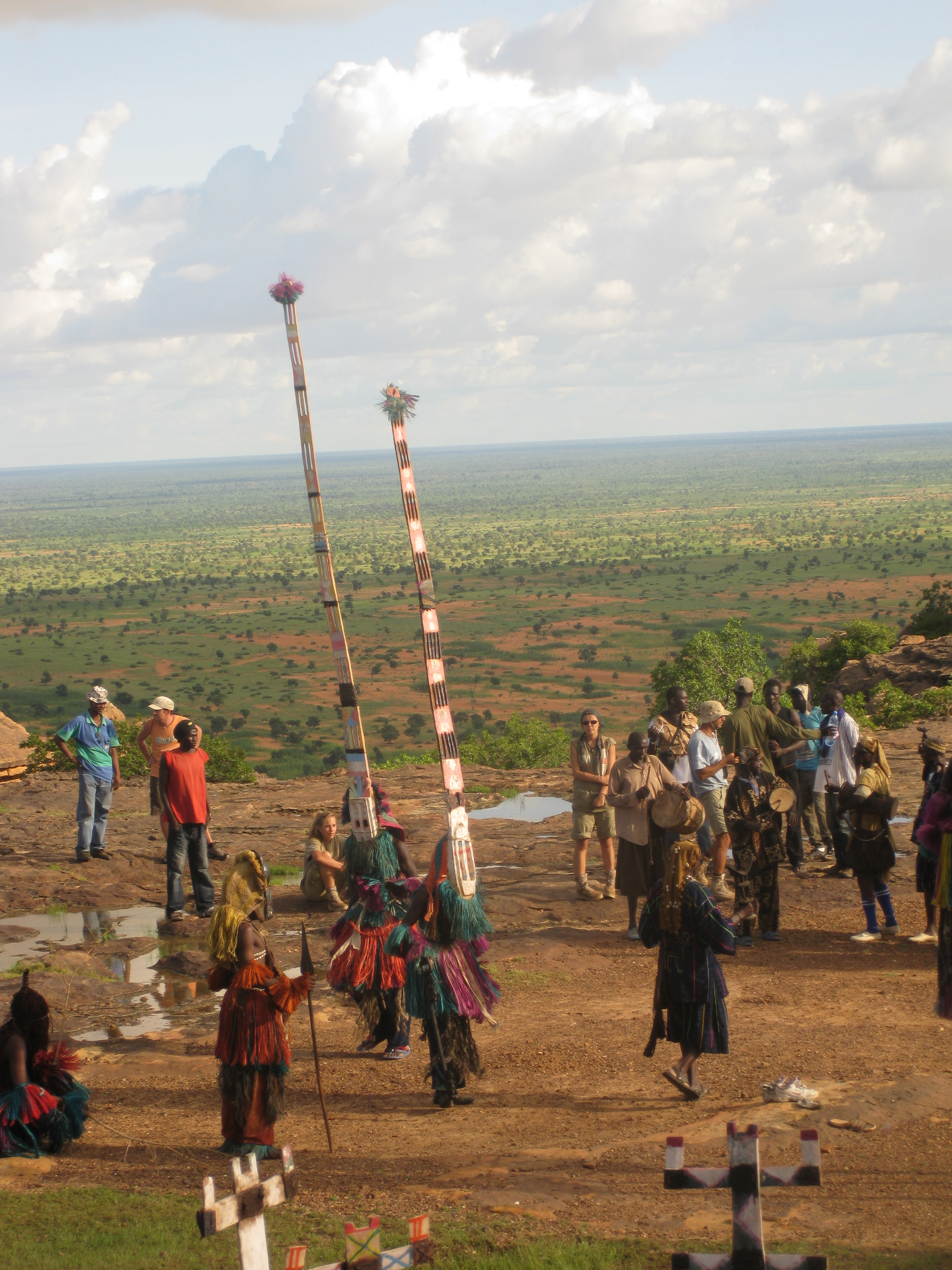
Maskeropvoering voor toeristen, waarbij de hoge Sigi maskers worden gedragen, 2008.

## Toerisme
Al lang is het Dogon gebied een toeristische bestemming. Vanaf de Tweede Wereldoorlog kwam langzaam het toerisme op gang naar Mali, en na de onafhankelijkheid van Mali in 1960 kwam al het Malinese toerisme onder de parastatal de SMERT (Société Malienne d’Exploitation des Ressources Touristiques). Vanaf de jaren 70 kwamen er steeds meer toeristen, aangetrokken door het landschap, de karakteristieke Dogon dorpen op de helling, en de bijzondere cultuur. Andere bestemmingen waren Djenné, Mopti en Timboektoe. In het Dogon gebied dansten onder SMERT auspiciën eerst in Sanga, en later ook in andere dorpen zoals Tireli, maskergroepen voor de toeristen. In het programma voor structurele aanpassing werden vanaf 1984 alle parastatals ontmanteld, de hotels geprivatiseerd, en namen de Dogon het toerisme in eigen handen. Het aantal toeristen bleef stijgen, tot 2011, toen de Touareg en Islamistische rebellie een voorlopig einde maakte aan het toerisme. Op de Dogon cultuur als zodanig heeft het toerisme weinig invloed gehad, wel verhoogde het de bestaande focus op maskers.

## Huidige situatie
De recente troebelen in Mali hebben het Dogongebied niet ongemoeid gelaten. In de confrontatie tussen Zuid Mali en het rebellerende Noorden, was hun gebied plotseling de grens tussen strijdende partijen. Door de onveiligheid moesten alle blanken uit het gebied vertrekken en stortte het voor de Dogon belangrijke toerisme in. Daarnaast hadden zij intern nog enige rekeningen te vereffenen, met Moslim handelaren in de regio, en tussen dorpen onderling. Daarbij zijn slachtoffers gevallen, en tussen sommige dorpen is de situatie nog gespannen. In Bandiagara, de hoofdplaats van het Dogon plateau, is de invloed van de rebellengroepen duidelijk geweest. Sinds eind 2013 beginnen langzamerhand de eerste toeristen weer voorzichtig te verschijnen, al geldt er nog een negatief reisadvies. Afgezien hiervan zijn de Dogon steeds prominenter in Mali aanwezig. Velen van hen hebben een hogere opleiding gevolgd, werken als arts of diplomaat in de hoofdstad of het buitenland. Ook zijn er tegenwoordig Dogon-antropologen. Bewust als ze zich zijn van hun eigen cultuur, hebben ze een eigen culturele associatie opgericht, Ginna Dogon ('groot huis') die om de paar jaar een groot cultureel festival organiseert in het Dogon gebied zelf. Dogon maskergroepen hebben inmiddels opgetreden in de hele wereld, van Parijs tot Washington, en van Antwerpen tot Tokyo.